# Euphemia Haynes
Martha Euphemia Lofton Haynes (Washington, 11 settembre 1890 – Washington, 25 luglio 1980) è stata una matematica e educatrice statunitense, la prima donna afroamericana a conseguire un dottorato di ricerca in matematica, che ottenne presso l'Università Cattolica d'America nel 1943.

## Biografia
Euphemia Lofton fu la prima figlia e unica femmina di William S. Lofton, dentista e finanziere, e di Lavinia Day Lofton, una maestra d'asilo. Si diplomò con lode alla Normal School for Colored Girls, ora conosciuta come University of the District of Columbia. Nel 1909 si laureò in pedagogia e successivamente conseguì la laurea in matematica e in psicologia presso lo Smith College nel 1914. Nel 1917 sposò l'insegnante Harold Appo Haynes, poi nel 1930 conseguì un master in educazione presso l'Università di Chicago. Nel 1943 conseguì il dottorato di ricerca presso l'Università Cattolica d'America con una dissertazione supervisionata da Aubrey Landrey e intitolata La determinazione di insiemi di condizioni indipendenti che caratterizzano determinati casi speciali di corrispondenze simmetriche.
Haynes contribuì in maniera rilevante al sistema educativo del Distretto di Columbia. Per 47 anni insegnò nelle scuole pubbliche di Washington e nel 1966 divenne la prima donna a presiedere il DC Board of Education, in cui prestò servizio fino al 1967. Si oppose fortemente al "sistema binario", che riteneva discriminatorio nei confronti degli studenti afroamericani. Il suo attivismo avrebbe portato al processo di Hobson v. Hansen (1967) che avrebbe posto fine al sistema dei binari nel Distretto di Columbia.
Insegnò in prima elementare alle scuole Garrison e Garfield e matematica alla Armstrong High School per poi passare al dipartimento di matematica della Dunbar High School, di cui fu anche presidente. Insegnò matematica alla University of the District of Columbia, dove fu anche presidente della Divisione di Matematica e Educazione Aziendale, un dipartimento da lei fondato e dedicato alla formazione degli insegnanti afroamericani.
Si ritirò nel 1959 dal sistema scolastico pubblico, ma fondò il dipartimento di matematica presso la University of the District of Columbia. Occasionalmente insegnò anche part-time alla Howard University. Fu la prima vicepresidente del Consiglio Arcidiocesano delle Donne Cattoliche, presidente dell'Advisory Board della Fides Neighborhood House, del Comitato per il Welfare Sociale Internazionale, del Comitato Esecutivo dell'Assemblea Nazionale del Welfare Sociale, segretaria e membro del Comitato Esecutivo del DC Health and Welfare Council, nonché membro nei comitati locali e nazionali della United Service Organization, membro della Conferenza nazionale dei cristiani e degli ebrei, del Catholic Interracial Council di Washington, della National Urban League, della NAACP, della League of Women Voters e dell'Associazione americana delle donne universitarie.
Morì di infarto il 25 luglio 1980 nella sua città natale. Aveva istituito un fondo fiduciario per sostenere una cattedra e un fondo per prestiti studenteschi nella School of Education, donando $ 700.000 all'Università Cattolica. Le sue carte di famiglia vennero conservate negli archivi del medesimo ateneo.

## Riconoscimenti
Nel 2004 la E. L. Haynes Public Charter School di Washington fu intitolata a suo nome. La Catholic University of America istituì l'Eufemia Lofton Haynes Award destinato ai talentuosi laureati in matematica che hanno dimostrato eccellenza e promesse nello studio della materia.
Papa Giovanni XXIII le conferì la decorazione d'onore papale Pro Ecclesia et Pontifice nel 1959. Venne poi nominata membro dell'American Association for the Advancement of Science nel 1998.

## Opere
- (EN) Euphemia Lofton Haynes, The Historical Development of Tests in Elementary and Secondary Mathematics, University of Chicago, Department of Education, August, 1930.
- (EN) Euphemia Lofton Haynes, Determination of Sets of Independent Conditions Characterizing Certain Special Cases of Symmetric Correspondences, Catholic University of America Press, 1943.